# Entrevista de explicitación
La entrevista de explicitación es una entrevista que busca una descripción tan fina como sea posible de una actividad ya realizada por una persona en situación de práctica profesional o encargada en la realización de una tarea.  Desarrollada por el Psicólogo e investigador Pierre Vermersch, estas técnicas permiten acceder a las dimensiones de lo vivido en la acción en cuestión, que no están inmediatamente presentes en la conciencia de la persona que la realizó.  El objetivo de esta entrevista es informarse, tanto de aquello que realmente ha sucedido como de los conocimientos implícitos inscritos en esa acción.

## Historia de la entrevista de explicitación
Insatisfecho de la manera de estudiar el funcionamiento intelectual por la ciencia oficial, Pierre Vermersch se dio a la tarea de desarrollar una metodología de observación y seguimiento (utilizando video) al revisar los trabajos de psicólogos de inicios del siglo XX (James, Binet, Burloud, Janet, Guillaume, etc.).  Su formación en diferentes dominios (En particular Psicoterapia y Programación neurolingüística) le condujeron a retomar el análisis de secuencias de la acción a través de la posibilidad de hacerlas verbalizar de manera detallada por el sujeto.
Lo que le interesa al investigador es poder analizar lo que pasa en la caja negra, por ejemplo, la actividad de memorización o de atención, y de encontrar un medio de acceder a aquello que permanece inobservable desde un punto de vista exterior. Es decir, aceptar estudiar doto el dominio del pensamiento privado. Pierre Vermersch, constata que la característica fundamental de este dominio es elevarlo al nivel de un análisis fenomenológico (al nivel de lo que le parece al sujeto) y que este pensamiento privado permanezca accesible al sujeto que ha tenido la experiencia.  Para estudiarla, es necesaria una ruptura frente al paradigma de la psicología experimental: Se trata de considerar, en lugar de la observación clásica en tercera persona (en la que el sujeto es objeto de observación), el punto de vista en primera persona experimentado por el sujeto, demostrando su toma de información y la conducta de sus actos cognitivos .
Las preocupaciones de Pierre Vermersch se unen a las de los practicantes. Él creó en 1990 el Grupo de Investigación sobre Explicitación (GREX), en donde desarrolla, además de la formación en esta metodología, un programa de investigación que profundiza los recursos de los trabajos de Jean Piaget sobre la toma de conciencia y se basa en los principales conceptos de la fenomenología de Edmund Husserl, integrando los recursos actuales sobre la emergencia del sentido (Richir, Tengelyi, Ullmann). Los más recientes trabajos de investigación se refieren a la auto-explicitación.

## Presentación de la metodología
Si la entrevista de explicitación (EdE) permite más bien un punto reflexivo sobre el funcionamiento cognitivo en la realización de una tarea que sobre lo vivido en una práctica profesional, es que centra su cuestionamiento en el descubrimiento de los elementos implícitos en lo vivido de la acción.
Siguiendo a Piaget, quien afirma que "la acción es un conocimiento autónomo", Vermersch considera la acción como una fuente privilegiada de información para comprender los aspectos funcionales de la cognición.  El concepto de acción está tomado de su dimensión procedimental más que en los aspectos conceptuales, generalizantes, esquemáticos, imaginarios o creativos.  La acción (como conocimiento autónomo) permanece opaca a aquel que lo haya logrado, de manera que en toda acción, hay un saber-hacer prefijado que no está consciente en la persona que ejecuta esa acción.
Esencialmente, se trata de acompañar la persona en las etapas de toma de conciencia·. Estas etapas corresponden a dos procesos distintos: En primer lugar, un proceso de reflexión, que permite al sujeto conectarse con su vivencia subjetiva, desplegar los aspectos implícitos y realizar una relatoría de ello.  En segundo lugar, otro proceso de reflexión actualizado sobre lo vivido que consiste en tomar como objeto de reflexión el contenido de esa relatoría.  Las técnicas de explicitación conciernen principalmente a llevar a cabo la primera etapa.
A veces, la verbalización de la acción es espontánea, como en el episodio de la Magdalena de Proust, pero lo más frecuente es crear las condiciones necesarias para que el entrevistado pueda tener en cuenta lo más preciso posible aquello que él ha hecho realmente y cómo se ha preparado para hacerlo. Las principales características de las técnicas de explicitación, además del cambio didáctico de pasar de la interrogación al cuestionamiento, son las siguientes:
- Proponer un contrato de comunicación
- Llamar la atención de la persona hacia una situación singular que se halla llevado a cabo.  La verbalización no se enfoca en una clase de acción sino en una tarea real y específica en el tiempo y en el espacio.
- Hacer evocar la situación de referencia.  Eso supone que la persona entrevistada mantiene una relación particular con aquello de lo que habla, una relación de "palabra encarnada", con la que se siente más implicada y en la cual está más en contacto con su experiencia pasada que con la situación presente de comunicación con el entrevistador.
- Guiar a través de la evocación sensorial, de manera que acuda a la memoria concreta.[3]  Esta memoria se dispara por la activación de un elemento sensorial que funciona de manera involuntaria y que conduce a evitar cualquier búsqueda de contenidos para recordar voluntariamente.
- Distinguir unas categorías de verbalización (los satélites de la acción) y formular el cuestionamiento a partir de las informaciones concernientes a la acción.
- Cuestionar en función del carácter prefijado de la acción:  Preguntas descriptivas, preguntas sobre los gestos, sobre las negaciones (Lo prefijado no se conoce, lo negado enmascara lo existente)
- Preguntar en función de las propiedades de la acción y su progreso.
- Acompañar la toma de conciencia con una guía basada en estructuras (progreso temporal, ciclo de la acción) y no en contenidos

Como toda técnica, la entrevista de explicitación está sujeta a una formación básica enmarcada dentro de sí

## Dominios de aplicación
Varios sectores profesionales se han apoderado de las herramientas que ofrece esta técnica.  Cada uno de ellos (con su propia finalidad) han desarrollado investigaciones, aplicaciones e intervenciones:
- Formadores de formadores: ayudar y favorecer el aprendizaje partiendo del estado real de conocimientos del sujeto, comprendiendo el proceso cognitivo del aprendiz y acompañándolo a informarse de sus estrategias efectivas de aprendizaje.
- Expertos de la validación de la adquisición de experiencias: Favorecer la descripción de actividades reales para hacer emerger las competencias y los conocimientos implícitos  llevados a cabo en una situación concreta.
- Profesionales de recursos humanos: localizar en un empleado las competencias que ya ejecuta allí o aquellas que podría desarrollar, ayudar a la reconversión profesional dentro de la empresa (Problemas de salud, finalización de servicios, etc.).
- Consultores: para comprender de manera concreta el origen de una demanda de intervención, comprender el funcionamiento de la institución y el trabajo real.
- Entrenadores deportivos de alto nivel: Tener acceso a las vivencias subjetivas de los deportistas, invisibles en video, con el fin de mejorar el desempeño y de conocer su comportamiento y funcionamiento.
- Animadores de secuencia de análisis práctico: Permitir a una persona tomar consciencia de su actividad y de los fundamentos personales, y de esa manera actuar en situación para vivirla mejor o modificarla.
- Ortofonistas y otros terapeutas: Comprender el funcionamiento de las personas en situaciones singulares con el fin de hacer emerger las tomas de conciencia y comprometerlos con las estrategias de reeducación o cambio.
- Profesionales de la salud: Cada vez que tener en cuenta el punto de vista del sujeto sea pertinente (Interpretación de registros, enfermedades crónicas, anticipación de una crisis de epilepsia, cuidado de los diabéticos).
- Profesionales que trabajan en equipo: (Informarse mutuamente antes de iniciar una actividad colectiva).
- Investigadores: Para acceder a su propia vivencia y para recopilar información sobre vivencias subjetivas de otros.

Estas investigaciones y estas prácticas constituyen una literatura abundante de la que gran parte es descargable gratuitamente en el sitio del GREX Archivado el 26 de marzo de 2010 en Wayback Machine..

## Fundamentos Teóricos
La entrevista de explicitación está basada en el hecho de que es posible acceder a la experiencia subjetiva de un sujeto y describirla.  Pierre Vermersch toma en cuenta los conceptos fundadores de la fenomenología desarrollados por Husserl, especialmente las teorías de la conciencia y la atención. Él propone un modelo funcional de la conciencia. La idea fundamental es que el sujeto memoriza de manera pasiva lo que vive, que todo lo que vive hace el objeto de una captura de atención y de una huella de memoria, bien sea que esté consciente de ello o no.  Esta huella es conservada y puede, en todo momento, retornar a la conciencia, de manera involuntaria (Magdalena de Proust) o provocada (Por una entrevista de explicitación o por una auto-explicitación).
Con el fin de establecer científicamente la pertinencia y la validez de este punto de vista, definiendo las categorías descriptivas necesarias, Pierre Vermersch crea un nuevo dominio de la Psicología: La Psico.fenomenología.